# Bessie Allison Buchanan
Bessie Allison Buchanan (New York, 7 marzo 1902 – New York, 7 settembre 1980) è stata una politica, ballerina e cantante statunitense, prima donna afroamericana eletta all'Assemblea dello Stato di New York.

## Biografia
I genitori Charles ed Evelyn Allison si trasferirono a New York da Petersburg, Virginia, all'inizio del XX secolo. La figlia Bessie nacque il 7 marzo 1902 e crebbe a New York con cinque sorelle e un fratello.

### Carriera artistica
Fin da piccola, Bessie Allison nutriva un interesse per il canto e la danza. Nel 1921 fu nel cast di Shuffle Along, la prima commedia musicale di successo con un cast interamente afroamericano. Inoltre, prese parte all'edizione del 1925 di Plantation Revue e, nel 1927, fu nel cast di Lucky. Si esibì con la compagnia itinerante Show Boat e fece delle registrazioni per la Black Swan Records. Bessie fu anche ballerina al famoso Cotton Club . 
In questo periodo Bessie Allison incontrò Charlie Buchanan, direttore del Savoy Ballroom, che divenne suo marito nel 1929. Dopo il matrimonio lei si ritirò dalle scene mentre lui divenne presidente della United Mutual Life Insurance Company, l'unica assicurazione di proprietà nera dello stato di New York. 

### Vita mondana
Dopo il matrimonio, Bessie si dedicò attivamente alle attività del Woman's Civic Club di Harlem. Frequentava i locali notturni più gettonati. La rivista Jet e altre pubblicazioni scrissero della sua viata mondana. È stato affermato che ha avuto una relazione lesbica con la ballerina e intrattenitrice Josephine Baker.

#### Incidente del 1951 allo Stork Club
Buchanan si trovava insieme a Josephine Baker allo Stork Club nel 1951, quando Baker si dimostrò insoddisfatta del servizio e se ne andò furibonda dal nightclub. Baker affermò di aver subito trattamenti razzisti, scatenando un dibattito pubblico sui media, con presa di parte di celebrità di alto profilo. Baker e Buchanan organizzarono proteste e un picchetto per fare pressione sulla clientela dello Stork Club affinché boicottasse il club. 

### Carriera politica
Buchanan cominciò ad interessarsi alla politica mentre era impegnata nella campagna elettorale per l'elezione del governatore Herbert H. Lehman al Senato degli Stati Uniti nel 1949. Dopo l'elezione di Lehman, continuò a impegnarsi nelle organizzazioni politiche e comunitarie di Harlem. Nel 1954 le fu chiesto di candidarsi per il Partito Democratico all'Assemblea dello Stato di New York, nel 12° distretto di Harlem. Alle elezioni, Buchanan vinse facilmente sulla sua avversaria Lucille Pickett, un'altra donna di colore, con 22.401 voti contro 6.177 in un distretto fortemente dominato dai democratici. Buchanan venne rieletta altre tre volte e ricoprì l'incarico per un totale di otto anni, diventando la prima donna di colore eletta alla legislatura dello Stato di New York.

#### Deputata dello Stato di New York
Buchanan fu membro dell'Assemblea dello Stato di New York (Contea di New York, 12° distretto) dal 1955 al 1962, facendo parte della 170ª, 171ª, 172ª e 173ª legislatura. Durante il suo mandato, fece parte dei comitati Città, Istituzioni, Stampa e Assistenza sociale e fu assegnata al Comitato legislativo congiunto sui problemi dell'invecchiamento.
Nel 1960 Buchanan venne scelta dal governatore Nelson Rockefeller come delegata alla Conferenza della Casa Bianca sugli anziani. Nel 1962 Buchanan non si ricandidò. Al termine di questa esperienza, lasciò il Partito Democratico per sostenere il governatore Rockefeller e il senatore Jacob Javits, entrambe repubblicani, nelle loro candidature per la rielezione.

#### Commissario della Divisione per i diritti umani
Il 30 aprile 1963, il governatore Rockefeller nominò Buchanan Commissario per i diritti umani dello Stato di New York.  Rimase in carica per cinque anni.

### Ultimi anni e morte
Dopo aver lasciato l'incarico, Buchanan continuò a impegnarsi attivamente in attività sociali. Morì nel 1980 all'età di 78 anni dopo una breve malattia.